# Марк Робер
Марк Робер (народився 11 березня 1980) — американський ютубер, інженер, винахідник і педагог. Він відомий своїми відео на YouTube про науково-популярні теми та гаджети «зроби сам». Перш ніж стати ютубером, Робер дев'ять років працював інженером у NASA, де сім років працював над марсоходом Curiosity у Лабораторії реактивного руху NASA. Пізніше він чотири роки працював в Apple Inc. дизайнером продуктів у групі спеціальних проєктів, де був автором патентів, що стосуються віртуальної реальності в безпілотних автомобілях.

## Життєпис
Робер виріс у місті Брі, Каліфорнія, наймолодший з трьох братів і сестер. Він закінчив середню школу Брі Олінда в 1998 році. Він зацікавився інженерією в юному віці, виготовивши пару окулярів, які допомагали уникнути подразнення очей під час нарізання цибулі. Робер здобув ступінь інженера-механіка в Університеті Брігама Янга, а також ступінь магістра в Університеті Південної Каліфорнії.

### Початок кар'єри (NASA)
Робер приєднався до Лабораторії реактивного руху NASA (JPL) у 2004 році. Він пропрацював там дев'ять років, сім з яких присвятив роботі над марсоходом Curiosity, який зараз перебуває на Марсі. Робер розробив і доставив обладнання для кількох місій JPL, включаючи AMT, GRAIL, SMAP і Марсіанську наукову лабораторію. Працюючи в НАСА, Роберт був одним з головних архітекторів «JPL Wired» — всеосяжної вікі-платформи для збору знань. Він опублікував тематичне дослідження про застосування вікі-технології у високотехнологічній організації для розробки «Інтрапедії» для збору корпоративних знань.

### Канал YouTube, наукове спілкування
Працюючи в NASA, Робер почав знімати вірусні відео. Його відео охоплюють найрізноманітніші теми: від ідей для першоквітневих розіграшів до способів обійти квест-кімнату та неінвазивної зйомки приматів у зоопарках. У багатьох своїх відео він також поширює інтерес до науки.
У жовтні 2011 року Робер записав своє перше відео на YouTube. У ньому він демонструє гелловінський костюм, в якому за допомогою двох iPad створюється ілюзія, ніби він бачить крізь своє тіло. Його відео з костюмом «зяючої дірки в тулубі» стало вірусним, отримавши 1,5 мільйона переглядів за один день. Наступного року Роберт запустив Digital Dudz, онлайн компанію, що спеціалізується на костюмах для Гелловіну, засновану на тій самій концепції, що й відео (на яке Роберту належить патент). За перші три тижні роботи компанія отримала 250 000 долларів США доходу, а до 2013 року його інтегровані в додаток костюми продавалися в роздрібних магазинах, таких як Party City. Костюми були широко представлені на таких каналах новин, як CBS News, CNN, The Tonight Show з Джеєм Лено, Fox, Yahoo! News, Discovery Channel, The Today Show та GMA. У 2013 році він продав компанію британській компанії Morphsuits, що займається пошиттям костюмів.
У грудні 2018 року Робер опублікував відео, в якому показав, як він обдурив крадіїв посилок за допомогою сконструйованого пристрою, який розпилював на них блискітки, виділяв неприємний запах і знімав злодіїв на відео. Відео стало вірусним і за добу набрало 25 мільйонів переглядів. Пізніше Робер видалив два з п'яти інцидентів, знятих на відео, після того, як дізнався, що двоє злодіїв насправді були друзями людини, яку він найняв, щоб допомогти зловити крадіїв пакунків. У грудні 2019 року Роберт опублікував наступне відео у співпраці з Маколеєм Калкіним і з покращеним дизайном. Через рік Роберт опублікував третю версію приманки, яка була розроблена спільно з Калкіним. Розробляючи її, Роберт співпрацював з Джимом Браунінгом, організацією Scammer Payback та різними державними і федеральними органами влади, щоб використати пакет з приманкою у вигляді блискучої бомби як тактику для відстеження та арешту грошових мулів та їхніх керівників, які працювали з шахрайськими колл-центрами в Індії, щоб виманювати у літніх людей тисячі доларів. Це відбувалося в поєднанні з мульти-ютуберським рухом, спрямованим на те, щоб помститися і закрити шахрайські дзвінки, одночасно підвищуючи обізнаність, щоб запобігти шахрайству з боку інших людей. Відеоролики призвели до закриття цих кол-центрів та арешту 15 високопосадовців, причетних до шахрайства.
У 2021 році Роберт випустив відео Backyard Squirrel Maze («Лабіринт для білок на задньому дворі»), в якому показав смугу перешкод на задньому дворі, яку він побудував, щоб білки не крали їжу з його годівниць для птахів. Через рік він випустив наступне відео з оновленою смугою перешкод. Станом на вересень 2023 року оригінальне відео мало 114 мільйонів переглядів, друге відео — 80 мільйонів, і третє — 25 мільйонів.
Робер публікував статті в журналі Men's Health, а також виступив на конференції TEDx у 2015 році з презентацією «Як придумувати хороші ідеї» та ще одну під назвою «Ефект Супер Маріо — як змусити ваш мозок дізнаватися більше». Він також неодноразово виступав на шоу Jimmy Kimmel Live!, в тому числі був запрошеним ведучим у липні 2022 року.
У 2018 році з'явилася інформація, що Робер таємно працював над проєктами віртуальної реальності для Apple, зокрема над бортовими розвагами для безпілотних автомобілів, для яких він написав два патенти, пов'язані з віртуальною реальністю. З 2015 до початку 2020 року Роберт працював дизайнером продуктів у групі спеціальних проєктів Apple. У 2020 році Роберт знявся в шоу Revengineers на каналі Discovery з прихованою камерою разом з Джиммі Кіммелом.
У жовтні 2019 року MrBeast і Робер запустили проєкт під назвою #TeamTrees після твіту, в якому говорилося, що MrBeast повинен посадити 20 мільйонів дерев. MrBeast і Робер працювали з ютуберами по всьому світу, щоб втілити цю ідею в життя. Мета полягала в тому, щоб зібрати 20 000 000 доларів для Arbor Day Foundation до 2020 року, а Arbor Day Foundation висаджував би по одному дереву за кожен зібраний долар. У 2021 році Робер разом із MrBeast заснував #TeamSeas, яка зібрала 33 мільйони доларів на очищення пляжів і морів, а також вивіз один фунт сміття за кожен пожертвуваний долар за допомогою організації The Ocean Cleanup.

### CrunchLabs
Робер — засновник освітньої технологічної компанії CrunchLabs, яку він заснував у 2022 році. Компанія створює практичні інструменти для навчання STEM та сервіси підписки (CrunchLabs Build Box), які містять будівельні проєкти та інженерні завдання для дітей.

## Особисте життя
Робер переїхав до Саннівейла, штат Каліфорнія, у 2015 році. Він є прихильником підвищення обізнаності про аутизм, оскільки його син страждає на аутизм. У квітні 2021 року Робер і Джиммі Кіммел провели пряму трансляцію, зібравши 100 мільйонів доларів на підтримку NEXT for AUTISM.

## Нагороди та номінації
У 2021 році Інститут інженерії та технологій присудив Роберу одноразову премію як STEM-особистість року, а згодом присвоїв йому звання почесного стипендіата на знак визнання його внеску в інженерну професію.
Робер також виступив з промовою на відкритті 2023 року в Массачусетському технологічному інституті.
| Рік  | Премія              | Категорія                             | Номінант(и)                                                               | Результат | Дж     |
| ---- | ------------------- | ------------------------------------- | ------------------------------------------------------------------------- | --------- | ------ |
| 2018 | 8th Streamy Awards  | Science or Education                  | Марк Робер                                                                | Номінація | [ 45 ] |
| 2019 | 9th Streamy Awards  | Science or Education                  | Марк Робер                                                                | Перемога  | [ 46 ] |
| 2020 | 10th Streamy Awards | Learning and Education                | Марк Робер                                                                | Перемога  | [ 47 ] |
| 2020 | 10th Streamy Awards | Nonprofit or NGO                      | Team Trees (Марк Робер та MrBeast)                                        | Перемога  | [ 47 ] |
| 2021 | 11th Streamy Awards | Science and Engineering               | Марк Робер                                                                | Перемога  | [ 48 ] |
| 2021 | 11th Streamy Awards | Nonprofit or NGO                      | Color the Spectrum LIVE від NEXT for AUTISM (Марк Робер та Джиммі Кіммел) | Перемога  | [ 48 ] |
| 2022 | 26th Webby Awards   | Webby Film & Video Person of the Year | Марк Робер                                                                | Перемога  | [ 49 ] |
| 2022 | 12th Streamy Awards | Creator of the Year                   | Марк Робер                                                                | Номінація | [ 50 ] |
| 2022 | 12th Streamy Awards | Science and Engineering               | Марк Робер                                                                | Перемога  | [ 50 ] |
| 2022 | 12th Streamy Awards | Collaboration                         | Марк Робер, Jim Browning та Trilogy Media                                 | Перемога  | [ 50 ] |
| 2022 | 12th Streamy Awards | Social Good: Creator                  | Team Seas (Марк Робер та MrBeast)                                         | Перемога  | [ 50 ] |
| 2022 | 12th Streamy Awards | Brand Engagement                      | Team Seas (Марк Робер та MrBeast)                                         | Перемога  | [ 50 ] |
| 2022 | 12th Streamy Awards | Social Impact Campaign                | Team Seas (Марк Робер та MrBeast)                                         | Номінація | [ 50 ] |
| 2023 | 13th Streamy Awards | Science and Engineering               | Марк Робер                                                                | Номінація | [ 51 ] |
| 2023 | 13th Streamy Awards | Creator Product                       | CrunchLabs                                                                | Номінація | [ 51 ] |